# Holmsjön (Gideå socken, Ångermanland)
Holmsjön är en sjö i Örnsköldsviks kommun i Ångermanland och ingår i Gideälvens huvudavrinningsområde. Sjön är 30,3 meter djup, har en yta på 0,263 kvadratkilometer och är belägen 212 meter över havet.

## Delavrinningsområde
Holmsjön ingår i det delavrinningsområde (705104-164667) som SMHI kallar för Utloppet av Bulttjärnen. Medelhöjden är 234 meter över havet och ytan är 9,81 kvadratkilometer. Det finns inga avrinningsområden uppströms utan avrinningsområdet är högsta punkten. Vattendraget som avvattnar avrinningsområdet har biflödesordning 3, vilket innebär att vattnet flödar genom totalt 3 vattendrag innan det når havet efter 41 kilometer. Avrinningsområdet består mestadels av skog (86 procent). Avrinningsområdet har 0,52 kvadratkilometer vattenytor vilket ger det en sjöprocent på 5,3 procent.